# Talatavolonondry
Talatavolonondry is een plaats en commune in het centrum van Madagaskar, behorend tot het district Antananarivo-Avaradrano, dat gelegen is in de regio Analamanga. Tijdens een volkstelling in 2001 telde de plaats 17.403 inwoners.